# Tat'jana Prozorova
Tat'jana Prozorova, nata Barkova (in russo Татьяна Прозорова?; Russia, 10 ottobre 2003), è una tennista russa.

## Biografia
Tat'jana Prozorova ha vinto 7 titoli in singolare e 1 titolo in doppio nel circuito ITF in carriera. Il 29 maggio 2023 ha raggiunto il best ranking in singolare raggiungendo la 279ª posizione mondiale, mentre il 13 febbraio 2023 ha raggiunto la 963ª posizione in doppio.
Ha fatto il suo debutto nel circuito maggiore al Grand Prix SAR La Princesse Lalla Meryem 2023, dove è riuscita a superare le qualificazioni. Nel suo primo tabellone principale è sconfitta dall'ottava testa di serie Tatjana Maria in tre set.

## Statistiche ITF

### Singolare

#### Vittorie (7)
| Torneo $100.000 (1) |
| Torneo $80.000 (0)  |
| Torneo $60.000 (2)  |
| Torneo $40.000 (1)  |
| Torneo $25.000 (1)  |
| Torneo $15.000 (2)  |

| N. | Data             | Torneo                                                      | Superficie  | Avversaria in finale   | Punteggio        |
| 1. | 1º maggio 2022   | Shymkent International Tournament, Şımkent                  | Terra rossa | Jibek Kulambaeva       | 6-2, 6-4         |
| 2. | 29 maggio 2022   | Antalya Series, Adalia                                      | Terra rossa | Federica Bilardo       | 7–6(4), 7-5      |
| 3. | 18 giugno 2023   | Open Arcadis Brezo Osuna, Madrid                            | Cemento     | Marta Sorlano Santiago | 6-3, 6-1         |
| 4. | 28 luglio 2024   | President's Cup, Astana                                     | Cemento     | Aleksandra Šubladze    | 7-5, 6(5)-7, 6-1 |
| 5. | 8 settembre 2024 | ITF Incheon Open International Women's Tennis Tour, Incheon | Cemento     | Gao Xinyu              | 6-3, 6-0         |
| 6. | 19 gennaio 2025  | ITF Women's Tennis Tournament, Nuova Delhi                  | Cemento     | Panna Udvardy          | 4-6, 7-6(6), 6-4 |
| 7. | 1º febbraio 2025 | NECC-DECCAN ITF Women's, Pune                               | Cemento     | Léolia Jeanjean        | 4-6, 7-5, 6-3    |

#### Sconfitte (5)
| Torneo $100.000 (0) |
| Torneo $80.000 (0)  |
| Torneo $60.000 (1)  |
| Torneo $40.000 (0)  |
| Torneo $25.000 (3)  |
| Torneo $15.000 (1)  |

| N. | Data             | Torneo                                                 | Superficie  | Avversaria in finale       | Punteggio         |
| 1. | 19 dicembre 2021 | Egypt Women's Future, Giza                             | Cemento     | Lamis Alhussein Abdel Aziz | 4-6, 5-7          |
| 2. | 14 agosto 2022   | KAZZINC Open Women's International Tournament, Óskemen | Terra rossa | Hanna Kubarava             | 4-6, 6(6)-7       |
| 3. | 29 ottobre 2022  | Republican Girls, Istanbul                             | Cemento (i) | Polina Kudermetova         | 3-6, 1-6          |
| 4. | 20 novembre 2022 | Sharm ElSheikh Egypt Women's Future, Sharm el-Sheikh   | Cemento     | Nina Stojanović            | 6(10)-7, 7-5, 1-6 |
| 5. | 11 maggio 2025   | Open Saint-Gaudens Occitanie, Saint-Gaudens            | Terra rossa | Loïs Boisson               | 6(4)-7, 0-6       |

### Doppio

#### Vittorie (1)
| Torneo $100.000 (0) |
| Torneo $80.000 (1)  |
| Torneo $60.000 (0)  |
| Torneo $40.000 (0)  |
| Torneo $25.000 (0)  |
| Torneo $15.000 (0)  |

| N. | Data            | Torneo                       | Superficie | Compagna        | Avversarie in finale              | Punteggio |
| 1. | 21 ottobre 2023 | Mercer Tennis Classic, Macon | Cemento    | Jana Kolodjnska | Sofia Sewing Anastasija Tichonova | 6-3, 6-2  |

#### Sconfitte (2)
| Torneo $100.000 (0) |
| Torneo $80.000 (0)  |
| Torneo $60.000 (1)  |
| Torneo $40.000 (0)  |
| Torneo $25.000 (0)  |
| Torneo $15.000 (1)  |

| N. | Data             | Torneo                                | Superficie  | Compagna         | Avversarie in finale              | Punteggio        |
| 1. | 13 novembre 2021 | Helsingborg Ladies Open, Helsingborg  | Cemento (i) | Natália Szabanin | Anna Klasen Phillippa Preugschat  | 6–1, 3–6, [9–11] |
| 2. | 15 ottobre 2023  | The TaliMar RSF Open, Rancho Santa Fe | Cemento     | Madison Sieg     | Makenna Jones Julija Starodubceva | 3-6, 6-4, [6-10] |